# قشلاق خورشا علیا (ورزقان)
قشلاق خورشا علیا یکی از روستاهای استان آذربایجان شرقی است که در دهستان دیزمار مرکزی بخش خاروانا شهرستان ورزقان واقع شده‌است.